# James I của Scotland

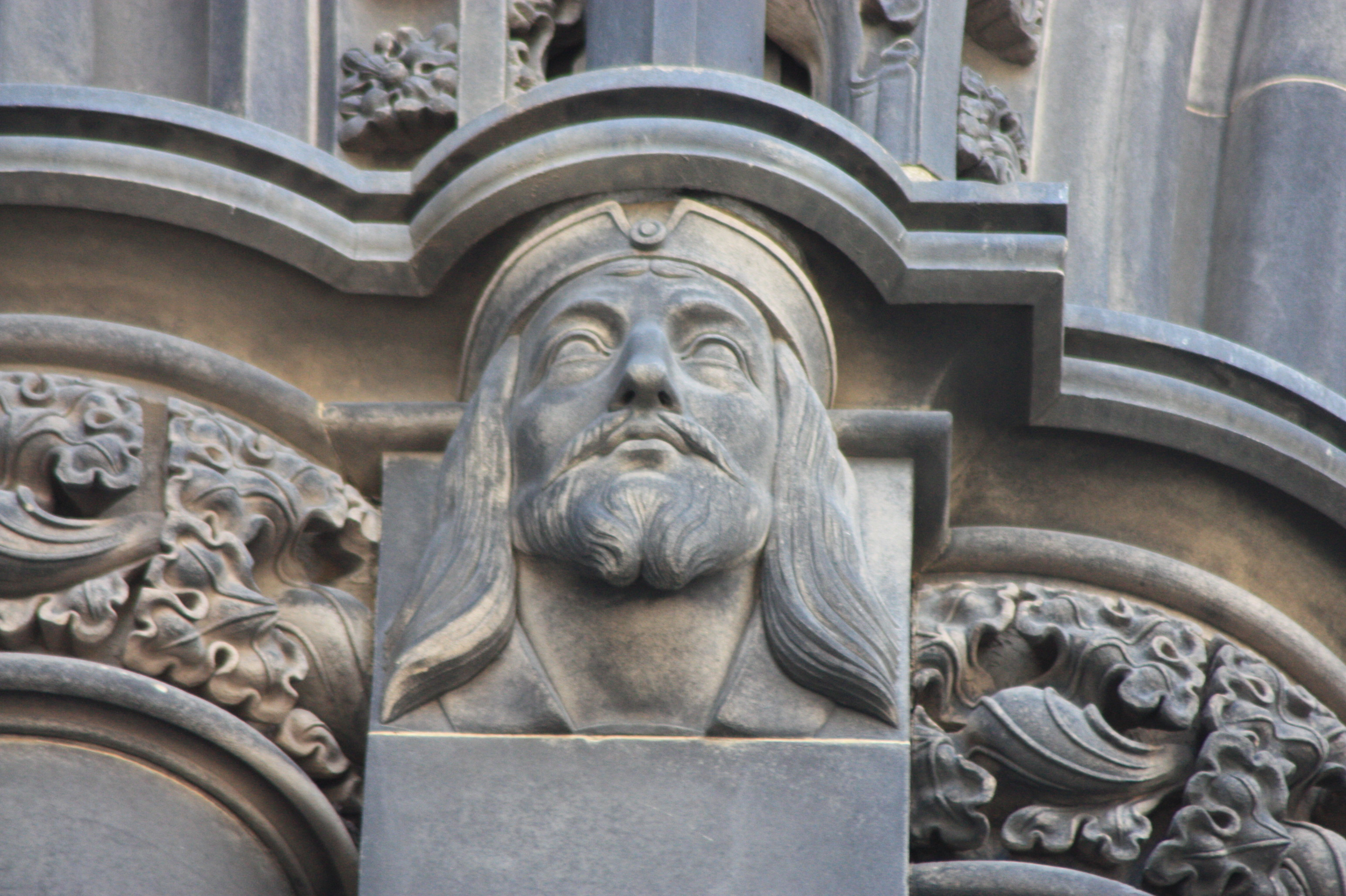
JTượng James I tại Đài tưởng niệm Scott

James I (27 tháng 5 năm 1394 - 21 tháng 2 năm 1437), là vua của Scotland từ năm 1406 cho đến khi băng hà. Ông là con trai của vua Robert III và hoàng hậu Annabella Drummond. Ông là con trai thứ ba của người tiền nhiệm, và hai người anh trai của ông đều chết sớm (Robert chết khi vừa chào đời nhưng David, Công tước Rothesay chết một cách bí ẩn trong Falkland Castle trong thời gian bị người chú Robert, Công tước xứ Albany giam giữ. Mặc dù quốc hội đã minh oan cho Albany, nhưng do đảm bảo cho sự an toàn của James nên vào mùa đông năm 1405 hoặc 1406, ông được gửi sang Pháp. Tháng 2 năm 1406, James được những quý tộc thân tín với phụ vương, khi đó đang có cuộc chiến với những người ủng hộ của Archibald, Bá tước của Douglas, đưa đi lánh nạn trong lâu đài của Bass Rock thuộc một hòn đảo nhỏ ở Firth of Forth. Ông vẫn ở đó cho đến giữa tháng 3 thì được đưa lên thuyền để sang Pháp, nhưng vào ngày 22 tháng 3, khi thuyền tới ngoài khơi bờ biển Anh thì ông bị hải tặc bắt và giao cho nhà vua nước Anh Henry IV. Hai tuần sau, vào ngày 4 tháng 4, Robert bị bệnh qua đời, cậu bé James được lên ngôi vua Scotland nhưng vẫn phải trong tình trạng bị giam lỏng tại nước Anh.
James được hưởng một nền giáo dục tiến bộ trong triều đình Anh, nơi ông được học rất nhiều về chính trị và tiếng Anh. Trong thời gian đó, ông từng hỗ trợ nhà vua Henry V bằng cách tham gia quân đội chống lại người Pháp trong những năm 1420 - 1421. Em họ của nhà vu là Murdoch Stewart, con trai Albany, cũng là một tù binh của người Anh được giao cho Henry Percy, Bá tước của Northumberland năm 1416. Tám năm nữa trôi qua, và cuối cùng khi Murdoch lên kế vị cha mình tước công và quyền nhiếp chính tại Scotland, đã chuộc James trở về nước. James kết hôn Joan Beaufort, con gái của Bá tước của Somerset vào tháng 2 năm 1424 ngay trước khi trở về nước vào tháng 4 cùng năm. Sự trở về của ông không hẳn được mọi người Scotland ủng hộ, vì trong thời gian ở Anh James đã phục vụ Henry V chống lại lực lượng quân Scotland gửi đến trợ giúp nước Pháp. Các dòng họ quý tộc phải chịu mức thuế nặng cho số tiền £ 40,000 chuộc lại nhà vua và cũng phải gửi cho tin để đảm bảo sự hòa bình. Mặc dù vậy, James đã thể hiện những phẩm chất đáng quý của một nhà lãnh đạo và được ngưỡng mộ. Sách viết vào thời hiện đại,  Scotichronicon  bởi Walter Bower mô tả như James là một người giỏi về thể thao, văn học và âm nhạc. Không giống như cha và ông nội của ông, ông chung thủy với vợ và không có tình nhân bên ngoài, song vẫn có nhiều con với người vợ duy nhất, hoàng hậu Joan. Nhà vua đã có một ý định áp đặt luật pháp để duy trì trật tự trong nước, nhưng áp dụng nó một cách khéo léo vào những thời điểm thích hợp.
Để củng cố quyền lực của mình và đảm bảo cho quyền ngự trị trên chiếc ngai vàng, James dùng chính sách đàn áp các quý tộc, bắt đầu từ 1425 với mục tiêu là họ hàng thân tín của Stewarts Albany, kết quả là Duke Murdoch và con trai của ông đã bị giết. Năm 1428, James bắt giữ Alexander, Huân tước của the Isles, khi ông này tham dự cuộc họp quốc hội ở Inverness. Archibald, Bá tước thứ năm của Douglas, bị bắt 1431, tiếp theo là George, Bá tước của March, năm 1434 rồi đòi tiền chuộc từ người Anh. Số tiền này được dùng để xây dựng cung điện Linlithgow và nhiều công trình hoành tráng khác.
Tháng 8 năm 1436, James đã bị bẽ mặt vì thất bại trong cuộc bao vây lâu đài Roxburgh và sau đó phải đối mặt với một kế hoạch của Sir Robert Graham nhằm bắt giữ ông. Cuối cùng James bị sát hại tại Perth vào đêm 20/21 Tháng Hai năm 1437 trong một cuộc đảo chính thực hiện bởi người chú của ông và cựu đồng minh Walter Stewart, Bá tước Atholl. Hoàng hậu Joan, mặc dù bị thương, nhưng vẫn mạnh mẽ chiến đấu tiêu diệt những kẻ tạo phản và cuối cùng bà đã gặp được con trai James II trong Lâu đài Edinburgh. James II sau đó lên kế vị ngai vàng.

## Hoàng tử Scotland
.

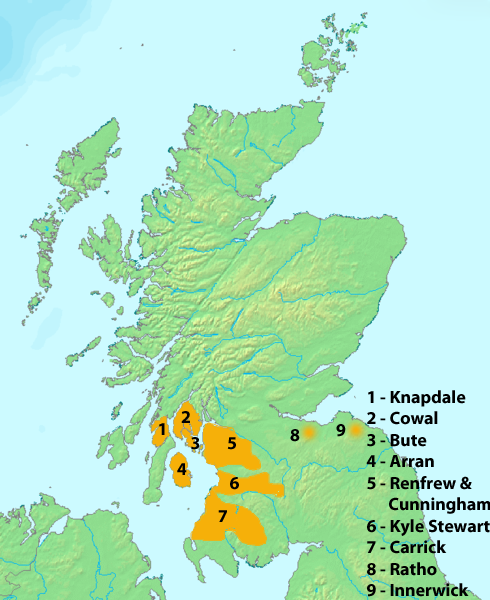
Những vùng đất lãnh địa được ban cho hoàng tử James

James dường như được sinh ra cuối tháng 7 năm 1394 tại Dunfermline, 27 năm sau ngày thành hôn của song thân, vua Robert III và hoàng hậu Annabella Drummond. Tại cung điện này, James trải qua những năm đầu đời dưới sự chăm sóc của người mẹ. Annabella qua đời vào năm 1401 khi ông vừa mới bảy tuổi. Một năm sau đó, anh cả của ông, David, Công tước Rothesay cũng qua đời, có lời đồn đại rằng ông ta đã bị ám hại người chú Robert Stewart, Công tước xứ Albany sau khi bị Robert giam giữ trong lâu đài Falkland của Albany.. Hoàng tử James trở thành người đứng đầu trong danh sách ngai vàng, và chính là trở ngại duy nhất cho ý định thoán ngôi của Albany Stewarts.. Năm 1402, Albany và gia tộc Black Douglas, đại diện là Archibald, Bá tước thứ tư của Douglas đã được xá tội cho cái chết của công tước Rothesay, thậm chí Albany còn được tái bổ nhiệm làm trung úy của nhà vua. Albany đền ơn Douglas bằng cách cho phép ông ta tiếp tục chiến đấu tại nước Anh. Đội quân Albany và Douglas, vào tháng 9 năm 1402, bị người Anh đánh cho tan tác tại Homildon, nhiều quý tộc và quân lính dưới quyền của họ bị bắt, bao gồm bản thân Douglas, Murdoch Albany (con trai Albany), và Bá tước của Moray, Angus và Orkney. Cùng năm đó, Alexander Leslie, Bá tước của Ross và Malcolm Drummond, Huân tước của Mar cũng qua đời, tạo ra một khoảng trống về quyền lực trong triều đình, và nó được lấp đầy bởi những người trước đây hiếm thấy trên vũ đài chính trị. Trong khoảng thời gian 1402 - 1406, Trong những năm giữa 1402 và 1406, các lãnh địa phía bắc của Ross, Moray và Mar đều không có sự lãnh đạo của một người trưởng thành và với Murdoch Stewart, người nắm quyền tại các lãnh thổ phía bắc của Forth, đang là một tù nhân ở Anh. Albany bất đắc dĩ phải đề nghị thiết lập một liên minh với người em trai Alexander Stewart, Bá tước của Buchan và con trai Buchan, cũng có tên là Alexander để ngăn cản những tham vọng của chúa đảo. Sự vắng mặt của Douglas (đã bị bắt) trong các lãnh địa tại Lothians và Scotland Marches khuyến khích các đồng minh thân cận của vua Robert như Henry Sinclair, Bá tước của Orkney và Sir David Fleming của Biggar có thể tận dụng lợi thế này để vươn lên trở thành lực lượng chính trị chủ yếu trong khu vực đó.
Tháng 12 năm 1404, nhà vua ban cho James những vùng đất ở phía tây, gồm Ayrshire và xung quanh Firth của Clyde, James được nắm quyền lực như một vị vua và được bảo vệ họ khỏi sự can thiệp bên ngoài và có thể được cung cấp một địa hạt theo yêu cầu. Tuy nhiên, năm 1405, James khi nằm dưới sự giám hộ của giáo trưởng Henry Wardlaw tại St Andrews trên bờ biển phía đông của Scotland. Sự thù địch dành chi Douglas đã được tăng cường bởi các hoạt động của Orkney và Fleming ngày càng tích cực và tham gia của họ trong công việc ở vùng biên giới và quan hệ đối ngoại với nước Anh . Mặc dù quyết định gửi các hoàng tử nhỏ tuổi sang Pháp để tránh xa tầm tay của Albany được đề ra vào mùa đông năm 1405, nhưng vẫn cho có kế hoạch cụ thể cho hành trình của James. Tháng 2 năm 1406, Bishop Wardlaw đưa James chỗ đến Orkney và Fleming, người nắm trong tay một lực lượng những người Lothian, trong trạng thái thù địch với Douglas ở đông Lothian. Người coi giữ James có thể đã được đưa ra một cuộc biểu tình của chính hoàng gia để tư lợi của họ ở chỗ Douglas . Hành động này khiến James Douglas của Balvenie và những người ủng hộ, tức giận và hai bên giao chiến tại Long Hermiston Muir. Quân của Douglas giết Fleming trong khi Orkney và James đã trốn thoát. James phải chờ đợi hơn một tháng trước khi lên thuyền sang Pháp, con tày  Maryenknyght  từ Danzig . Ngày 22 tháng 3, 1406, trên đường đi, tàu bị lực lượng cướp biển Anh tóm được và James bị bắt giao nộp cho triều đình Anh, trở thành con tin của vua Henry IV của Anh. Robert III hiện lúc đó ở Lâu đài Rothesay nhận được tin con trai bị bắt, không lâu sau ông chết vào ngày 4 tháng 4 năm 1406 và được chôn cất tại nhà thờ Stewart, Paisley.

## Hôn nhân và con cái
Ngày 2 tháng 2 năm 1424, tại London, James kết hôn với Joan Beaufort, con gái của Bá tước của Somerset và Margaret Holland. Họ có với nhau chín người con
1. Margaret Stewart (1424-1445), lấy thái tử Louis, về sau là Louis XI của Pháp, tại Tours ngày 24 tháng 6, 1436
2. Isabella Stewart (+1494) lấy Francis I, Công tước của Bretagne, tại Auray, 30 tháng 12, 1442
3. Eleanor Stewart, sinh 26 tháng 12 năm 1427, chết ngày 20 tháng 11 năm 1480, lấy Sigismund, đại công tước của Áo ngày 12 tháng 2 năm 1449
4. Mary Stewart, nữ bá tước của Buchan, mất 20 tháng 3 năm 1465, lấy Wolfert VI của Borselen năm 1444
5. Joan Stewart, lấy James Douglas, Bá tước thứ nhất của Morton vào năm 1459 (mất sau năm 1493)
6. Alexander Stewart, Công tước của Rothesay, mất 16 tháng 10 năm 1430.
7. James II của Scotland
8. Annabella Stewart, lấy Louis của Savoy, Bá tước của Geneva ngày 14 tháng 12 năm 1447 và sau đó vào năm 1458 lấy George Gordon, Bá tước thứ hai của Huntly.

## Tổ tiên
| \| \| \| \| \| \| \| \| \| \| \| \| \| \| \| \| \| \| \| \| 16. James Stewart, 5th High Steward of Scotland \| \| \| \| \| \| \| \| \| \| \| \| \| \| \| \| \| \| \| \| \| \| \| \| \| \| \| \| \| \| \| \| \| \| \| \| \| \| \| \| \| \| \| \| \| \| \| \| \| \| \| \| \| \| 8. Walter Stewart, 6th High Steward of Scotland \| \| \| \| \| \| \| \| \| \| \| \| \| \| \| \| \| \| \| \| \| \| \| \| \| \| \| \| \| \| \| \| \| \| \| \| \| \| \| \| \| \| \| \| \| \| \| \| \| \| \| \| \| \| 17. Cecilia de Dunbar \| \| \| \| \| \| \| \| \| \| \| \| \| \| \| \| \| \| \| \| \| \| \| \| \| \| \| \| \| \| \| \| \| \| \| \| \| \| \| \| \| \| \| \| \| \| \| \| \| \| \| \| \| \| 4. Robert II of Scotland \| \| \| \| \| \| \| \| \| \| \| \| \| \| \| \| \| \| \| \| \| \| \| \| \| \| \| \| \| \| \| \| \| \| \| \| \| \| \| \| \| \| \| \| \| \| \| \| \| \| \| \| \| \| 18. Robert I of Scotland \| \| \| \| \| \| \| \| \| \| \| \| \| \| \| \| \| \| \| \| \| \| \| \| \| \| \| \| \| \| \| \| \| \| \| \| \| \| \| \| \| \| \| \| \| \| \| \| \| \| \| \| \| \| 9. Marjorie Bruce \| \| \| \| \| \| \| \| \| \| \| \| \| \| \| \| \| \| \| \| \| \| \| \| \| \| \| \| \| \| \| \| \| \| \| \| \| \| \| \| \| \| \| \| \| \| \| \| \| \| \| \| \| \| 19. Isabella of Mar \| \| \| \| \| \| \| \| \| \| \| \| \| \| \| \| \| \| \| \| \| \| \| \| \| \| \| \| \| \| \| \| \| \| \| \| \| \| \| \| \| \| \| \| \| \| \| \| \| \| \| \| \| \| 2. Robert III of Scotland \| \| \| \| \| \| \| \| \| \| \| \| \| \| \| \| \| \| \| \| \| \| \| \| \| \| \| \| \| \| \| \| \| \| \| \| \| \| \| \| \| \| \| \| \| \| \| \| \| \| \| \| \| \| 10. Adam Mure of Rowallan \| \| \| \| \| \| \| \| \| \| \| \| \| \| \| \| \| \| \| \| \| \| \| \| \| \| \| \| \| \| \| \| \| \| \| \| \| \| \| \| \| \| \| \| \| \| \| \| \| \| \| \| \| \| 5. Elizabeth Mure \| \| \| \| \| \| \| \| \| \| \| \| \| \| \| \| \| \| \| \| \| \| \| \| \| \| \| \| \| \| \| \| \| \| \| \| \| \| \| \| \| \| \| \| \| \| \| \| \| \| \| \| \| \| 1. James I of Scotland \| \| \| \| \| \| \| \| \| \| \| \| \| \| \| \| \| \| \| \| \| \| \| \| \| \| \| \| \| \| \| \| \| \| \| \| \| \| \| \| \| \| \| \| \| \| \| \| \| \| \| \| \| \| 24. Sir Malcolm Drummond, 9th of Lennox \| \| \| \| \| \| \| \| \| \| \| \| \| \| \| \| \| \| \| \| \| \| \| \| \| \| \| \| \| \| \| \| \| \| \| \| \| \| \| \| \| \| \| \| \| \| \| \| \| \| \| \| \| \| 12. Sir Malcolm Drummond, 10th of Lennox \| \| \| \| \| \| \| \| \| \| \| \| \| \| \| \| \| \| \| \| \| \| \| \| \| \| \| \| \| \| \| \| \| \| \| \| \| \| \| \| \| \| \| \| \| \| \| \| \| \| \| \| \| \| 25. Margaret Graham \| \| \| \| \| \| \| \| \| \| \| \| \| \| \| \| \| \| \| \| \| \| \| \| \| \| \| \| \| \| \| \| \| \| \| \| \| \| \| \| \| \| \| \| \| \| \| \| \| \| \| \| \| \| 6. Sir John Drummond, 11th of Lennox \| \| \| \| \| \| \| \| \| \| \| \| \| \| \| \| \| \| \| \| \| \| \| \| \| \| \| \| \| \| \| \| \| \| \| \| \| \| \| \| \| \| \| \| \| \| \| \| \| \| \| \| \| \| 26. Sir Patrick de Graham \| \| \| \| \| \| \| \| \| \| \| \| \| \| \| \| \| \| \| \| \| \| \| \| \| \| \| \| \| \| \| \| \| \| \| \| \| \| \| \| \| \| \| \| \| \| \| \| \| \| \| \| \| \| 13. Margaret de Graham \| \| \| \| \| \| \| \| \| \| \| \| \| \| \| \| \| \| \| \| \| \| \| \| \| \| \| \| \| \| \| \| \| \| \| \| \| \| \| \| \| \| \| \| \| \| \| \| \| \| \| \| \| \| 27. Annabelle Graham \| \| \| \| \| \| \| \| \| \| \| \| \| \| \| \| \| \| \| \| \| \| \| \| \| \| \| \| \| \| \| \| \| \| \| \| \| \| \| \| \| \| \| \| \| \| \| \| \| \| \| \| \| \| 3. Anabella Drummond \| \| \| \| \| \| \| \| \| \| \| \| \| \| \| \| \| \| \| \| \| \| \| \| \| \| \| \| \| \| \| \| \| \| \| \| \| \| \| \| \| \| \| \| \| \| \| \| \| \| \| \| \| \| 14. Sir William de Montifex \| \| \| \| \| \| \| \| \| \| \| \| \| \| \| \| \| \| \| \| \| \| \| \| \| \| \| \| \| \| \| \| \| \| \| \| \| \| \| \| \| \| \| \| \| \| \| \| \| \| \| \| \| \| 7. Mary Montifex \| \| \| \| \| \| \| \| \| \| \| \| \| \| \| \| \| \| \| \| \| \| \| \| \| \| \| \| \| \| \| \| \| \| \| \| \| \| \| \| \| \| \| \| \| \| \| \| \| \| \| \| |                                                 |  |  |  |  |  |  |  |  |  |  |  |  |  |  |  |
| |                                                 |  |  |  |  |  |  |  |  |  |  |  |  |  |  |  |
| | 16. James Stewart, 5th High Steward of Scotland |  |  |  |  |  |  |  |  |  |  |  |  |  |  |  |
| |                                                 |  |  |  |  |  |  |  |  |  |  |  |  |  |  |  |
| |                                                 |  |  |  |  |  |  |  |  |  |  |  |  |  |  |  |
| | 8. Walter Stewart, 6th High Steward of Scotland |  |  |  |  |  |  |  |  |  |  |  |  |  |  |  |
| |                                                 |  |  |  |  |  |  |  |  |  |  |  |  |  |  |  |
| |                                                 |  |  |  |  |  |  |  |  |  |  |  |  |  |  |  |
| | 17. Cecilia de Dunbar                           |  |  |  |  |  |  |  |  |  |  |  |  |  |  |  |
| |                                                 |  |  |  |  |  |  |  |  |  |  |  |  |  |  |  |
| |                                                 |  |  |  |  |  |  |  |  |  |  |  |  |  |  |  |
| | 4. Robert II of Scotland                        |  |  |  |  |  |  |  |  |  |  |  |  |  |  |  |
| |                                                 |  |  |  |  |  |  |  |  |  |  |  |  |  |  |  |
| |                                                 |  |  |  |  |  |  |  |  |  |  |  |  |  |  |  |
| | 18. Robert I of Scotland                        |  |  |  |  |  |  |  |  |  |  |  |  |  |  |  |
| |                                                 |  |  |  |  |  |  |  |  |  |  |  |  |  |  |  |
| |                                                 |  |  |  |  |  |  |  |  |  |  |  |  |  |  |  |
| | 9. Marjorie Bruce                               |  |  |  |  |  |  |  |  |  |  |  |  |  |  |  |
| |                                                 |  |  |  |  |  |  |  |  |  |  |  |  |  |  |  |
| |                                                 |  |  |  |  |  |  |  |  |  |  |  |  |  |  |  |
| | 19. Isabella of Mar                             |  |  |  |  |  |  |  |  |  |  |  |  |  |  |  |
| |                                                 |  |  |  |  |  |  |  |  |  |  |  |  |  |  |  |
| |                                                 |  |  |  |  |  |  |  |  |  |  |  |  |  |  |  |
| | 2. Robert III of Scotland                       |  |  |  |  |  |  |  |  |  |  |  |  |  |  |  |
| |                                                 |  |  |  |  |  |  |  |  |  |  |  |  |  |  |  |
| |                                                 |  |  |  |  |  |  |  |  |  |  |  |  |  |  |  |
| | 10. Adam Mure of Rowallan                       |  |  |  |  |  |  |  |  |  |  |  |  |  |  |  |
| |                                                 |  |  |  |  |  |  |  |  |  |  |  |  |  |  |  |
| |                                                 |  |  |  |  |  |  |  |  |  |  |  |  |  |  |  |
| | 5. Elizabeth Mure                               |  |  |  |  |  |  |  |  |  |  |  |  |  |  |  |
| |                                                 |  |  |  |  |  |  |  |  |  |  |  |  |  |  |  |
| |                                                 |  |  |  |  |  |  |  |  |  |  |  |  |  |  |  |
| | 1. James I of Scotland                          |  |  |  |  |  |  |  |  |  |  |  |  |  |  |  |
| |                                                 |  |  |  |  |  |  |  |  |  |  |  |  |  |  |  |
| |                                                 |  |  |  |  |  |  |  |  |  |  |  |  |  |  |  |
| | 24. Sir Malcolm Drummond, 9th of Lennox         |  |  |  |  |  |  |  |  |  |  |  |  |  |  |  |
| |                                                 |  |  |  |  |  |  |  |  |  |  |  |  |  |  |  |
| |                                                 |  |  |  |  |  |  |  |  |  |  |  |  |  |  |  |
| | 12. Sir Malcolm Drummond, 10th of Lennox        |  |  |  |  |  |  |  |  |  |  |  |  |  |  |  |
| |                                                 |  |  |  |  |  |  |  |  |  |  |  |  |  |  |  |
| |                                                 |  |  |  |  |  |  |  |  |  |  |  |  |  |  |  |
| | 25. Margaret Graham                             |  |  |  |  |  |  |  |  |  |  |  |  |  |  |  |
| |                                                 |  |  |  |  |  |  |  |  |  |  |  |  |  |  |  |
| |                                                 |  |  |  |  |  |  |  |  |  |  |  |  |  |  |  |
| | 6. Sir John Drummond, 11th of Lennox            |  |  |  |  |  |  |  |  |  |  |  |  |  |  |  |
| |                                                 |  |  |  |  |  |  |  |  |  |  |  |  |  |  |  |
| |                                                 |  |  |  |  |  |  |  |  |  |  |  |  |  |  |  |
| | 26. Sir Patrick de Graham                       |  |  |  |  |  |  |  |  |  |  |  |  |  |  |  |
| |                                                 |  |  |  |  |  |  |  |  |  |  |  |  |  |  |  |
| |                                                 |  |  |  |  |  |  |  |  |  |  |  |  |  |  |  |
| | 13. Margaret de Graham                          |  |  |  |  |  |  |  |  |  |  |  |  |  |  |  |
| |                                                 |  |  |  |  |  |  |  |  |  |  |  |  |  |  |  |
| |                                                 |  |  |  |  |  |  |  |  |  |  |  |  |  |  |  |
| | 27. Annabelle Graham                            |  |  |  |  |  |  |  |  |  |  |  |  |  |  |  |
| |                                                 |  |  |  |  |  |  |  |  |  |  |  |  |  |  |  |
| |                                                 |  |  |  |  |  |  |  |  |  |  |  |  |  |  |  |
| | 3. Anabella Drummond                            |  |  |  |  |  |  |  |  |  |  |  |  |  |  |  |
| |                                                 |  |  |  |  |  |  |  |  |  |  |  |  |  |  |  |
| |                                                 |  |  |  |  |  |  |  |  |  |  |  |  |  |  |  |
| | 14. Sir William de Montifex                     |  |  |  |  |  |  |  |  |  |  |  |  |  |  |  |
| |                                                 |  |  |  |  |  |  |  |  |  |  |  |  |  |  |  |
| |                                                 |  |  |  |  |  |  |  |  |  |  |  |  |  |  |  |
| | 7. Mary Montifex                                |  |  |  |  |  |  |  |  |  |  |  |  |  |  |  |
| |                                                 |  |  |  |  |  |  |  |  |  |  |  |  |  |  |  |
| |                                                 |  |  |  |  |  |  |  |  |  |  |  |  |  |  |  |

## Trong văn học nghệ thuật

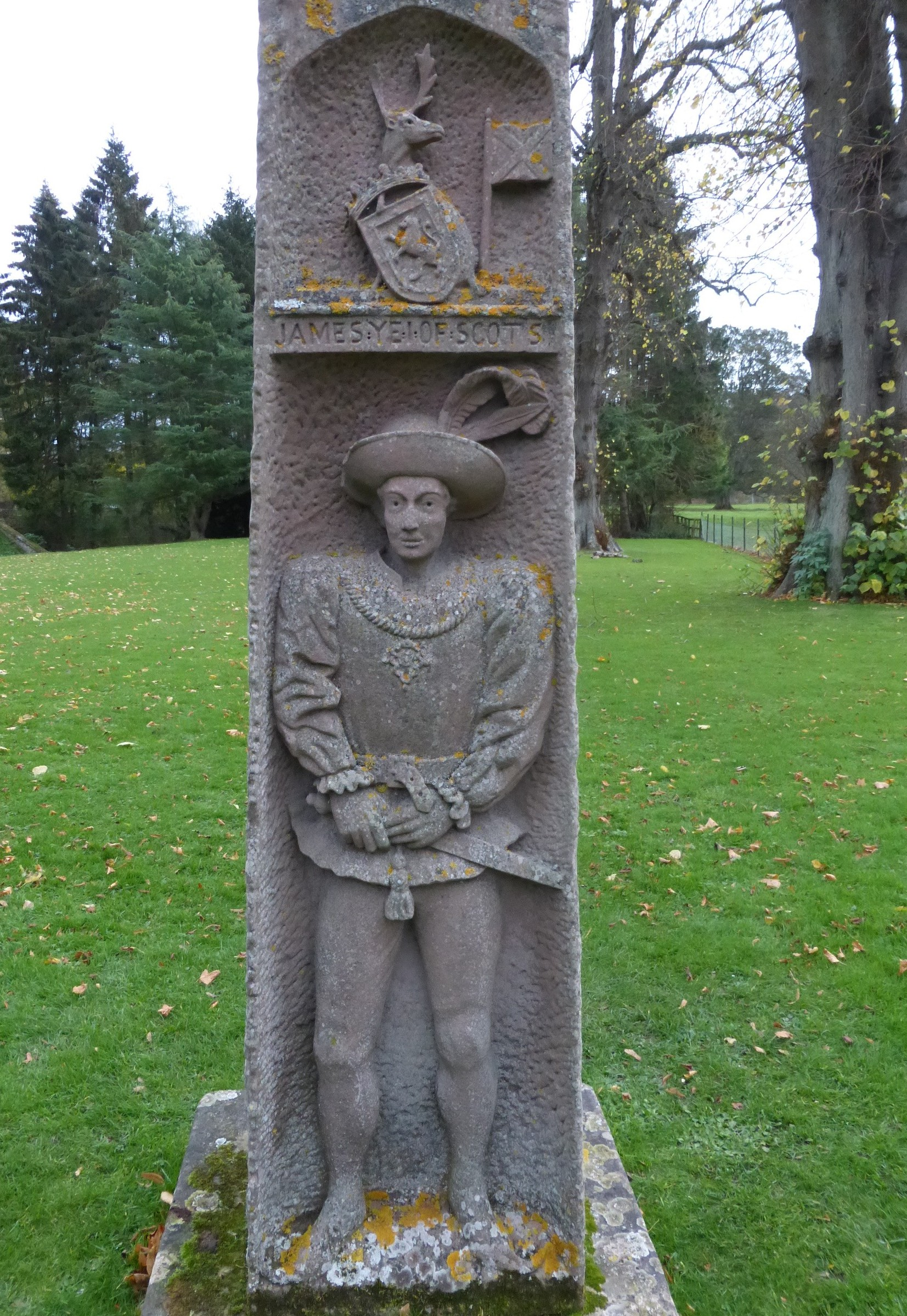
Đài tưởng niệm James I (1814) tại Dryburgh Abbey, Scottish Borders

James I xuất hiện trong nhiều vở kịch, tiểu thuyết lịch sử và truyện ngắn, bao gồm:
- The Caged Lion (1870) sáng tác bởi Charlotte Mary Yonge. Tiểu thuyết nói về thời kì James I bị giam giữ tại Vương quốc Anh, với những sự kiện chính diễn ra trong những năm 1421-1422. Một tình bạn thân thiết giữa ông và Henry V của Anh được đề cập rất nhiều. Catherine của Valois và Richard Whittington cũng là những nhân vật nổi bật bên cạnh hai nhân vật này.[21]
- A King's Tragedy (1905) sáng tác bởi May Wynne. Tiểu thuyết miêu tả sự kiện diễn ra những năm; những sự kiện dẫn đến viện ám sát nhà vua James I. Catherine Douglas là nhân vật được nhắc đến chủ yếu.[21]
- Lion Let Loose (1967) bởi Nigel Tranter. Miêu tả phần lớn cuộc đời James I từ năm 1405 đến khi ông chết năm 1437.[22]
- A Royal Poet (1819) sáng tác bởi Washington Irving. Tác giả lấy cảm hứng từ sự vĩ đại của nhà vua trong một chuyến đi đến lâu đài Windsor, đề cập hai trong số các tác phẩm của ông: "The Kingis Quair" và "Christ’s Kirk of the Green".[23]
- James I: The Key Will Keep The Lock (2014) bởi Rona Munro, nói về cuộc chiến giữa Anh và Scotland. Những nhân vật James gồm có 3 vị vua – James I, James II và James III. Mỗi nhân vật được xây dựng độc lập như một sự tưởng nhớ của một quốc gia trong suốt các cuộc chiến tranh từ quá khứ đến tương lai. Tiêu điểm của vở kịch là sự phát triển tích cách của James I sau khi ông thoát khỏi sự quản thúc của Henry V của Anh, cuộc hôn nhân của ông với Joan cùng với cuộc đấu tranh với các gia đình quý tộc trong nước để khẳng định quyền thống trị của ông đối với Scotland.[24]